# Nieborów (Łowicz)
Pour les articles homonymes, voir Nieborów.
Nieborów (prononciation [ ɲeˈbɔruf]) est un village de la gmina de Nieborów, du powiat de Łowicz, dans la voïvodie de Łódź, situé dans le centre de la Pologne.
Le village est le siège administratif (chef-lieu) de la gmina rurale appelée gmina de Nieborów.
Il se situe à environ 14 kilomètres à l'est de Łowicz (siège du powiat) et 60 kilomètres au nord-est de Łódź (capitale de la voïvodie).
Sa population s'élevait approximativement à 900 habitants en 2006.

## Administration
De 1975 à 1998, le village était attaché administrativement à l'ancienne voïvodie de Skierniewice.

Depuis 1999, il fait partie de la nouvelle voïvodie de Łódź.